# Anaphalis longifolia
Anaphalis longifolia là một loài thực vật có hoa trong họ Cúc. Loài này được (Blume) Blume ex DC. mô tả khoa học đầu tiên năm 1838.